# John Hensley
Pour les articles homonymes, voir Hensley.
John Carter Hensley, né le 29 août 1977 à Louisville (Kentucky, États-Unis) est un acteur américain.
Il se fait connaître par le rôle de Matt McNamara dans la série télévisée dramatique Nip/Tuck (2003-2010) de Ryan Murphy.

## Biographie

### Jeunesse et formation
Les parents de John divorcèrent quand il n'avait que 3 ans. Il a une sœur. 
Avant de commencer sa carrière d'acteur, John travailla dans un ranch à chevaux dans l'État du Wyoming. Ce n'est qu'au moment où il auditionna pour une pièce de théâtre scolaire qu'il s'intéressa à la carrière d'acteur. Il finit par créer, avec succès, un groupe d'improvisation et part en tournée. 
Il effectua un long séjour à New York où il rencontra son futur manager.

### Carrière

#### Nip/Tucket révélation (années 2000)
Après une apparition mineure dans la série Strangers with Candy, il décroche, en 2000, son premier rôle majeur à la télévision fut celui de Luke Madigan dans Madigan de père en fils. Cette sitcom du réseau ABC, dans laquelle il occupe l'un des rôles principaux aux côtés des vétérans Gabriel Byrne et Roy Dotrice, ne dure cependant qu'une saison. 
La même année, il joue dans un épisode de l'acclamée Les Soprano. 
Il joue ensuite Gabriel Browman dans la série télévisée Witchblade adaptée de la bande dessinée, du même nom, Witchblade mais c'est finalement le rôle de Matt McNamara dans la série Nip/Tuck qui l'a rendu célèbre. Cette création de Ryan Murphy rencontre le succès et le fait connaître auprès du grand public.
Il profite alors de la pérennité du show pour jouer au cinéma. 
Dans un premiers temps, il joue dans des productions qui passent inaperçues et finit par jouer dans des longs métrages plus exposés comme la comédie Fifty Pills, sortie en 2006, dans laquelle il donne la réplique à Kristen Bell. 
L'année suivante, il est à l'affiche du film d'horreur Teeth réalisé par Mitchell Lichtenstein et présenté au Festival du film de Sundance et il apparaît dans un épisode de la série à succès Les Experts.
En 2008, il persiste dans le registre de l'horreur en étant à l'affiche de la production américano-japonaise, Spirits par le réalisateur Masayuki Ochiai. Ce film est le remake américain du film d'horreur thaïlandais Shutter de Banjong Pisanthanakun et Parkpoom Wongpoom. Il joue aux côtés de vedettes de télévision comme Joshua Jackson et Rachael Taylor. 

#### Passage au second plan et rôles réguliers (années 2010)
En 2011, il est à l'affiche d'Hostel, chapitre III, réalisé par Scott Spiegel et produit par Eli Roth, sorti en direct-to-video. Il fait suite aux films Hostel et Hostel, chapitre II. 
L'acteur tourne ensuite pour le cinéma indépendant et est notamment à l'affiche de la comédie noire Love, Gloria avec Heather McComb mais aussi du drame A Day To Kill, sorti en 2014, avec James Frecheville, Cameron Monaghan, Vincent D'Onofrio et Gina Gershon.
En 2012, il réalise un court métrage dramatique dans lequel il s'octroie le premier rôle. 
Entre 2013 et 2017, il enchaîne les rôles en tant que guest-star dans des séries comme Longmire, Sons of Anarchy, Timeless, NCIS : Nouvelle-Orléans... 
Finalement, il parvient à faire un retour dans un rôle régulier en rejoignant l'acclamée série télévisée Murder, popularisée par son interprète principale Viola Davis. Il joue le rôle de l'antagoniste Ronald Miller, à partir de la quatrième saison. Son personnage est apprécié par les critiques qui soulignent aussi sa performance en tant qu'acteur mais il surprend en quittant cependant la distribution, durant la saison 5. 

### Vie privée
Il est passionné de guitare et de chevaux. Joueur de poker, il participa au World Poker Tour pour une œuvre caritative.
Il fut en couple avec l'actrice Joely Richardson. Le couple s'est rencontré durant le tournage de Nip/Tuck, dans laquelle l'actrice incarne la mère du personnage joué par John Hensley,,. 

## Filmographie

### Cinéma

#### Courts métrages
- 2009 : Chains de Marcus Stokes : John
- 2012 : The Introduction de lui-même : Henry (également scénariste)
- 2012 : Sunset Bar de John Scott : Charlie
- 2013 : Blood Moon de Diana Valentine : Jonathan
- 2016 : Supermom de Jason Honeycutt : Le père

#### Longs métrages
- 2001 : Campfire Stories de Bob Cea, Andrzej Krakowski et Jeff Mazzola : Donny
- 2004 : Peoples de Joseph Ardery : Oliver Anderson
- 2006 : Fifty Pills de Theo Avgerinos : Coleman
- 2007 : Teeth de Mitchell Lichtenstein : Brad
- 2008 : Spirits de Masayuki Ochiai : Adam
- 2011 : Hostel, chapitre III de Scott Spiegel : Justin
- 2011 : Love Gloria de Nick Scown : Freddy
- 2014 : A Day To Kill (Mall) de Joe Hahn : Lenny
- 2017 : Restraint de Adam Cushman : Rob
- 2018 : Pretty Bad Actress de Nick Scown : Freddie

### Télévision

#### Séries télévisées
- 1999 : Strangers with Candy : Un gars stone (1 épisode)
- 2000 : Les Soprano : Eric Scatino (1 épisode)
- 2000 : Madigan de père en fils : Luke Madigan (12 épisodes)
- 2001 - 2002 : Witchblade : Gabriel Bowman (19 épisodes)
- 2003 - 2010 : Nip/Tuck : Matt McNamara (100 épisodes)
- 2007 : Les Experts : Jesse Hottman (saison 7, épisode 14)
- 2013 : Longmire : Zip (1 épisode)
- 2013 : Sons of Anarchy : Yates (1 épisode)
- 2014 : Mentalist : Anthony Tremel (2 épisodes)
- 2016 : Timeless : Pat Quinlan (saison 1 épisode 11)
- 2017 : NCIS : Nouvelle-Orléans : Theo Aufiero (1 épisode)
- 2017 - 2019 : Murder (How To Get Away With Murder) : Ronald Miller (saison 4 à 5, 13 épisodes)
- 2018 : 9-1-1 : David (saison 1, épisode 10)
- 2021 : Good Doctor : Oscar (saison 4, épisode 12)

### Jeux vidéo
- 2013 : Dead Space 3 : voix additionnelle

## Distinctions
Sauf indication contraire ou complémentaire, les informations mentionnées dans cette section proviennent de la base de données IMDb.

### Nominations
- Online Film & Television Association 2008 : meilleur acteur dans un second rôle dans une série télévisée dramatique pour Nip/Tuck